# Xichou
Xichou, tidigare romaniserat Sichow, är ett härad i Wenshan, en autonom prefektur för hanifolket och yifolket i Yunnan-provinsen i sydvästra Kina. 